# Джамалов, Эльвин Сяркяр оглы
Эльвин Сяркяр оглы Джамалов (азерб. Camalov Elvin Sərkər oğlu; 4 февраля 1995, Гах, Азербайджан) — азербайджанский футболист, полузащитник клуба «Сабах» и сборной Азербайджана.

## Биография
Эльвин начал заниматься футболом в возрасте 13 лет, в детской футбольной школе города Гах. Являлся студентом факультета игровых видов спорта Азербайджанской государственной академии физической культуры и спорта.

## Клубная карьера
Карьеру футболиста начал в 2008 году с выступления в юношеском (U-15) составе закатальского «Симурга». В 2009 году поступает в Футбольную Академию ФК «Габала», где поочерёдно выступает в U-15, U-17, а с 2012 года в дублирующем составе клуба.

### Чемпионат
С 2013 года является игроком основного состава ФК «Габала». Дебютировал в составе габалинцев 25 октября 2013 года в XI туре Премьер-лиги против ФК «Сумгаит». В составе клуба выступал под № 33, затем — под № 4. В 2017 и 2018 годах становился серебряным призёром чемпионата страны.
В Кубке Азербайджана провёл первую игру в составе ФК «Габала» 4 декабря 2013 в рамках 1/8 финала против «Миль-Мугань». Трижды его команда становилась финалистом Кубка Азербайджана (2014, 2017, 2018), однако в финальных матчах Джамалов ни разу не выходил на поле.

## Сборная Азербайджана

### U-17
Дебют в официальных матчах за юношескую сборную Азербайджана до 17 лет состоялся 22 октября 2010 года в отборочном матче Чемпионата Европы УЕФА против сборной Португалии. Вышел на поле на 32 минуте матча, заменив Максада Исаева.

### U-19
10 октября 2013 года Эльвин провел свою первую игру в составе юношеской сборной Азербайджана до 19 лет в отборочном матче Чемпионата Европы УЕФА против сверстников из сборной Ирландии. Сыграл все 90 минут матча.

### U-21
В 2014 году был призван на селекционные сборы молодёжной сборной Азербайджана. Сыграл 7 матчей в отборочном турнире молодёжного чемпионата Европы 2017 года.
В 2015 году вызывался в национальную сборную перед товарищеским матчем с Сербией, но остался в запасе.

## Достижения
«Габала»
- Обладатель Кубка Азербайджана: 2019[7]